# Уоллис, Генри

Смерть Чаттертона, 1856

Генри Уоллис (1830–1916) — английский художник-прерафаэлит, писатель, коллекционер.
Родился в Лондоне 21 февраля 1830 года. Имя его отца неизвестно. Когда в 1845 году мать Генри, Мэри-Энн Томас,  вышла замуж за преуспевающего лондонского архитектора, то ребенок взял фамилию отчима. Его художественное образование было весьма основательным. Он был допущен стажером в Королевскую академию художеств, в марте 1848 года поступил в школу рисования. Также учился в Париже в ателье Шарля Глейра, и в Академии изящных искусств, где-то между в 1849-м и 1853 годами.

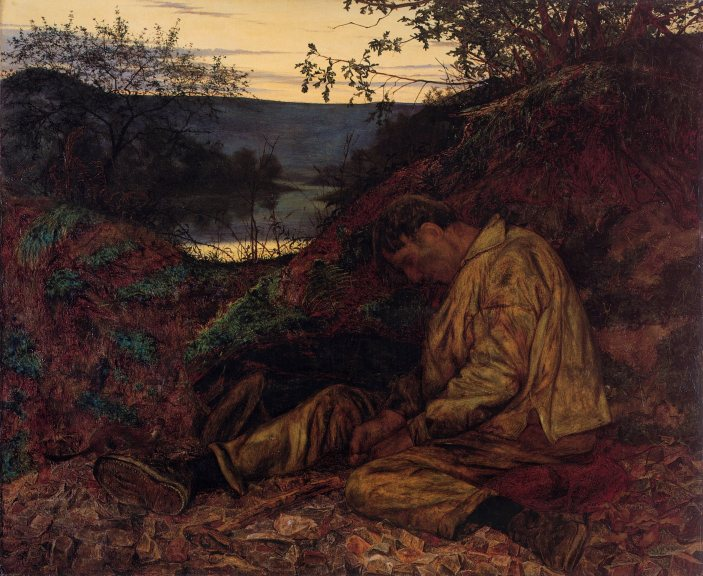
Дробильщик камня, 1857

Более всего Уоллис известен своим первым успехом — картиной, озаглавленной «Смерть Чаттертона», которая была выставлена в Королевской академии в 1856 году. Картина изображает Томаса Чаттертона, бедного поэта конца XVIII века, который в припадке отчаяния отравился, покончив с собой, не достигнув и 18 лет. Во времена Уоллиса Чаттертон считался романтическим героем и был популярен среди молодых и нуждающихся художников. Приемы и стиль Уоллиса обнаруживают сильную связь художника с движением Прерафаэлитов, особенно заметную в ярких цветах и тщательно проработанных деталях. Уоллис взял контрастную палитру ярких цветов, а также изобразил окно и падающий из него свет для того, чтобы включить в картину игру светотени, которая тогда особенно увлекала художника. Мансарда Чаттертона, которая сохранилась, и в которой Уоллис делал эскизы, лишь немногим больше самой картины (размер последней — 63,5×94 см). В настоящее время картина находится в лондонской галерее Тейт. Его следующая крупная работа, картина «Дробильщик камня» (1857, выставлена в 1858), укрепила его славу истинного прерафаэлита.
В общем итоге он выставлялся 35 раз в Королевской академии, однако позднее увлекся акварелью. В 1878 году Уоллис был избран членом Королевского акварельного общества, где выставил свыше 80 работ.
Моделью для знаменитой «Смерти Чаттертона» стал юный Джордж Мередит, известный автор, большим почитателем которого был Оскар Уайльд, писавший в эссе «Упадок лжи»: «Ах! Мередит! кто может его описать? Стиль его — хаос, освещенный вспышками молний». Позже у Генри Уоллиса был роман с женой Мередита.
В начале своей карьеры, в том числе при написании «Смерти Чаттертона», Уоллис использовал следующий прием. Он делал эскиз, обмакивал его в воде, при помощи серой краски наносил тень, добавлял цвета. После того, как рисунок высыхал, Уоллис кисточкой дорисовывал детали, благодаря которым он и приобрел славу. Для изображения света, он намачивал нужную часть картины и обтирал её куском хлеба. В этот период мастерская Уоллиса находилась в Челси, месте по тем временам очень богемном и далеком от центра Лондона.
Умер Уоллис почти слепым в Кройдоне (Уолпол-роуд, 1) 20 декабря 1916 года.